# Stikstoftrioxide
Stikstoftrioxide(•) is een molecuul met de formule NO3• ,dit molecuul is een zeer reactief radicaal dat een rol speelt in de chemie van luchtlagen van de aarde. Als zuivere stof is dit stikstofoxide nooit geïsoleerd, de reactiviteit is te vergelijken met die van het hydroxylradicaal OH.
Stikstoftrioxide is van belang bij de afbraak van fluorchloorkoolwaterstoffen in de lagere luchtlagen van de troposfeer. Het is ook een tussenproduct in de vorming van fotochemische smog. Voor de studie van de kwaliteit van de lucht kan de aanwezigheid van deze stof gemeten worden met DOAS, maar het feit dat de absorptiebanden erg breed zijn maakt dit geen gemakkelijke taak.
Stikstoftrioxide kan gevormd worden uit stikstofdioxide en ozon:
{\displaystyle {\ce {NO2 + O3 -> NO3 + O2}}}
Overdag kan het fotochemisch weer ontleed worden:
{\displaystyle {\ce {NO3 + h\nu -> NO2 + O}}}
Ook 's nachts is het niet stabiel doordat het kan reageren met stikstofmonoxide:
{\displaystyle {\ce {NO + NO3 -> 2 NO2}}}
of met stikstofdioxide:
{\displaystyle {\ce {NO2 + NO3 -> N2O5}}}
Met water vormt het pentoxide uiteindelijk salpeterzuur.
NO · NO2 · N2O · N2O3 · N2O4 · N2O5 · NO3